# Canton de Laroche Chalais
Pour les articles homonymes, voir Laroche et Chalais.
Le canton de Laroche Chalais, ou canton de La Roche-Chalais, est un ancien canton français du département de la Dordogne. Il faisait partie du district de Ribérac. Le canton avait pour chef-lieu Laroche Chalais (aujourd'hui La Roche-Chalais).

## Histoire
Le canton de Laroche Chalais est créé en 1790 sous la Révolution en même temps que les départements. Il dépend du district de Ribérac jusqu'en 1795, date de suppression des districts.
Lorsque ce canton est supprimé par la loi du 8 pluviôse an IX (28 janvier 1801)  portant sur la « réduction du nombre de justices de paix », ses communes sont alors rattachées au canton de Saint-Aulaye dépendant de l'arrondissement de Ribérac.

## Composition
Il était composé des communes suivantes :
- Le Bost (commune fusionnée avec Saint Michel l'Écluse avant 1795)[2] ;
- Laroche Chalais[1] ;
- Le Paron[3] ;
- Parcou[4] ;
- Puymangou[5] ;
- Saint-Michel-de-Rivière (commune fusionnée avec Laroche Chalais après 1794)[6] ;
- Saint Michel l'Écluse[7] ;